# Беклемишев, Никифор Пахомович
Ники́фор Пахо́мович Беклеми́шев (XVII век — XVIII век; точные даты жизни неизвестны) — воевода (комендант) Саратова в 1707-1713 годах, брат воеводы Василия Беклемишева.
В 1708 году Беклемишев организовывал сопротивление Кондратию Булавину. 26 мая Саратов был осаждён. Несмотря на то, что правительственные органы «зело имели опасение от саратовцев…», город не сдался. Первый штурм города был отбит в ночь с 26 на 27 мая. 29 мая повстанцы организовали повторный штурм, но он был отбит совместными усилиями саратовского гарнизона и четырёхтысячного отряда калмыков. После этого попытки булавинцев взять город были прекращены и они отступили вниз по Волге.
Беклемишев был весьма богатым человеком: в книге «Очерки истории Саратова» (1940 год) приводится описание его жилища:

Ворота створные сосновые фигурные, столбы дубовые с калиткою, по обе стороны заборы сосновые, крашены красною краскою; четыре горницы жилые бревенчатые, пятая кладовая, в передней также и в спальне печи муравлёные, чердаки двойные крыты лубьями и тёсом; и крашены они, хоромы, красною краскою, которые мерою 11 сажен на 5 сажен и два с половиной аршина.

В переводе на современные единицы измерения это составляет около 264 м².
Беклемишев происходил из нижегородских дворян. Из его семьи известны также его брат, воевода Василий Пахомович, и сестра Авдотья Пахомовна, которая в 1706 году была выдана замуж за дворянина Алексея Тихоновича Шахматова, неоднократно участвовавшего в военных операциях по усмирению калмыков, казаков и кубанских татар; их свадьба была очень пышной, гуляния продолжались целый месяц, а жених получил в приданое «крестьянскую семью из 3-х человек и 2-х девок».